# Alberto Caturelli
Alberto Caturelli (Arroyito, 20 de mayo de 1927 - 4 de octubre de 2016), filósofo y profesor universitario argentino. Profesor en las Universidades de Córdoba, Buenos Aires y La Plata.

## Biografía
Alberto Caturelli nació el 20 de mayo de 1927 en Arroyito, provincia de Córdoba. Era hijo de Renato Arturo Caturelli y de Maria Virgili Oscaret.
Licenciado en Filosofía por la Universidad de Córdoba en el año 1949 y doctorado en la misma Universidad en 1953. En la histórica «Casa de Trejo» cumplió una larga carrera docente como profesor, entre los años 1953 y 1993. Es profesor de Historia de la Filosofía Medieval e Investigador Superior del Consejo Nacional de Investigaciones Científicas y Técnicas (CONICET)[cita requerida]
Organizó en 1979 el I Congreso Mundial de Filosofía Cristiana, en el centenario de la encíclica Aeterni Patris, de León XIII. Éste tuvo otra continuidad que dos ediciones sucesivas, en Monterrey (1987) y en Quito (1989), aunque Caturelli celebró entre las décadas de los 80 y 90 congresos católicos de Filosofía de ámbito nacional para Argentina.
Perteneció a la Tercera Orden de Santo Domingo. Fue nombrado doctor honoris causa de varias universidades (Universidad de Génova, Italia; Universidad FASTA, Argentina, entre otras) y miembro de redacción de revistas filosóficas argentinas y extranjeras. [cita requerida]
Fue miembro honorario de la Pontificia Academia para la Vida.
Además tuvo una amplia participación en la vida cultural de la Iglesia Católica.
Falleció el 4 de octubre de 2016.

## Obra
- Croce y la metafísica de la libertad (1955).

### Ediciones recientes
- Caturelli, Alberto (1977). La filosofía. Editorial Gredos. ISBN 978-84-249-2135-4.[2][3]

- América bifronte. Troquel. ISBN 978-950-16-4201-8.[4][5]

- El concepto cristiano de patria. Fund. Arché. ISBN 978-950-9158-09-2.

- El abismo del mal. Gladius. ISBN 978-950-9674-91-2.

- Historia de la filosofía en la Argentina 1600-2000. Ciudad Argentina. ISBN 978-987-507-199-5.

- La historia interior. Gladius. ISBN 978-950-9674-67-7.

- La Iglesia católica y las catacumbas de hoy. Gladius. ISBN 978-950-9674-80-6.

- La Libertad. Centro de Estudios Filosóficos. ISBN 978-987-96546-0-6.

- El Nuevo Mundo. El descubrimiento, la conquista y la evangelización de América y la cultura occidental. Santiago Apóstol. ISBN 978-987-1042-06-7.

- La Patria y el orden temporal, el simbolismo de las Malvinas. Gladius. ISBN 978-950-9674-17-2.